# Citoplazma
Citoplazma je dio stanice s unutarnje strane stanične membrane. Sastoji se od citosola i staničnih organela.